# Kevin Rowland

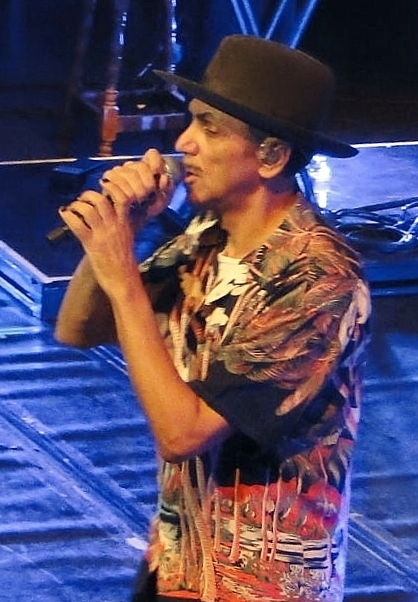
Kevin Rowland in 2012 bij een concert van Dexys

Kevin Antony Rowland (Wednesfield, 17 augustus 1953) is een Britse singer-songwriter van Ierse afkomst. Hij is de frontman en het enige vaste bandlid van Dexys (Midnight Runners) waarmee hij vooral succes had in de vroege jaren 80 van de 20e eeuw.

## Biografie

### Jeugd
Rowland is de zoon van ouders uit Crossmolina in de Ierse County Mayo; hij woonde tussen zijn eerste en vierde jaar in Ierland en verhuisde op zijn elfde van Wolverhampton naar de Londense wijk Harrow. In 1968, het jaar waarin hij van school ging, werd Rowland door zijn oudere broer meegenomen naar een concert van de ontheemde Amerikaanse soulzanger Geno Washington; zodoende werd zijn liefde voor soulmuziek aangewakkerd.

### Lucy & the Lovers en Killjoys
Midden jaren 70 formeerde Rowland, destijds werkzaam als kapper, Lucy & the Lovers, een glamrockband à la Roxy Music; in het punktijdperk werd deze omgedoopt tot The Killjoys die de single Johnny Won't Go To Heaven uitbracht. De band was een kort leven beschoren omdat Rowland teleurgesteld raakte in de punk en niet met de overige groepsleden kon communiceren. Uitzondering was gitarist/zanger Kevin 'Al' Archer met wie Rowland in 1978 Dexys Midnight Runners oprichtte; geïnspireerd door zowel de soul uit de jaren 60 als door zijn Ierse afkomst.

### Dexys Midnight Runners

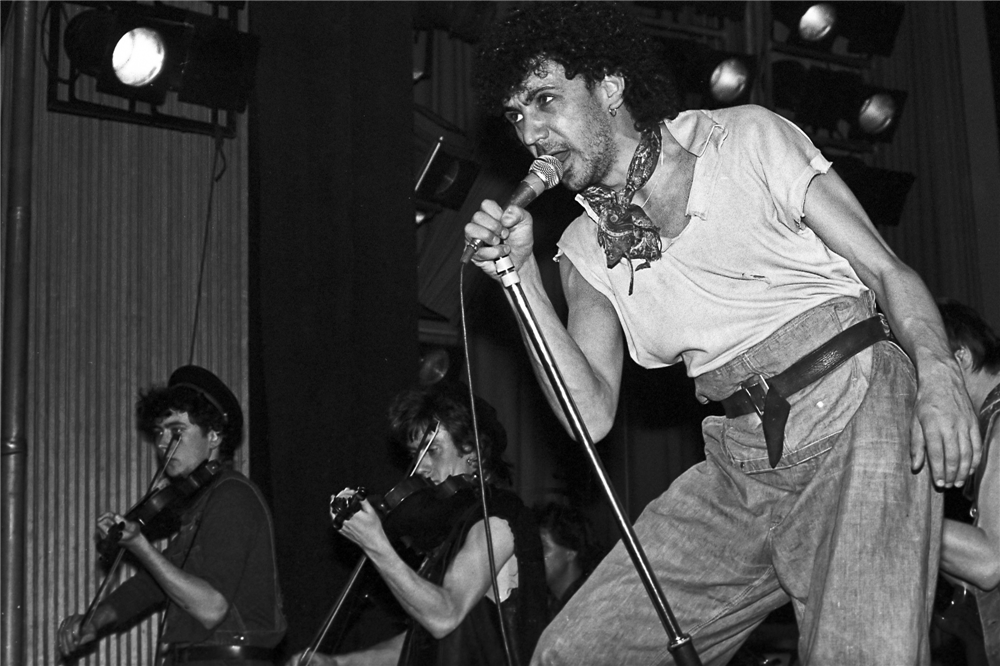
Kevin Rowland als zanger bij Dexys Midnight Runners

Dexys debuteerde in 1979 met de single Dance Stance en bracht in de periode 1980-1985 drie albums uit. De band verraste vriend en vijand door niet meer met de (Britse) pers te praten en regelmatig van imago te veranderen. Zo maakte de Mean Streets-achtige dokwerkerskleding van het debuutalbum achtereenvolgens plaats voor joggingpakken, versleten tuinbroeken en maatkostuums. Door deze veranderingen heeft Rowland uiteindelijk een eigen stijl ontwikkeld.

### The Wanderer; eerste soloalbum
Dexys Midnight Runners zou na Don't Stand Me Down (pas later als meesterwerk erkend) aan een vierde album werken, maar viel eind 1986 uit elkaar. Rowand besloot het album onder eigen naam af te maken en schakelde daarvoor de hulp in van producer Deodato en oud-Dexys-trombonist Jim Paterson (inmiddels een veelgevraagd sessiemuzikant). The Wanderer verscheen in 1988 en bracht vier singles voort; Walk Away, Tonight, Young Man en de Chris Montez-cover The More I See You, werden geen van alle hits.

### Jaren 90
Daarna raakte Rowland in een depressie en haalde in 1991 hij de nieuwspagina's door zich failliet te laten verklaren en door zijn 17-jarige dochter uit een vroegere relatie te ontmoeten. Op 8-jarige leeftijd kocht ze de Come On Eileen-single zonder te weten dat die door haar vader werd gezongen.
In 1992 was Rowland als gastzanger te horen op een single van het duo Shut Up & Dance. Een jaar later blies hij met Paterson Dexys nieuw leven in; er zou een nieuwe plaat komen, maar het bleef vooralsnog bij een televisieoptreden in de Saturday Show van Jonathan Ross omdat Rowland en Paterson binen de kortste keren weer ruzie kregen.
In 1995 had Rowland ook weer ruzie met het blad NME; aanleiding hiervoor was een artikel waarin journalist Stuart Bailie zich afvroeg wat er van Rowland was geworden sinds het interview van twee jaar eerder, en daarbij z'n eigen conclusies trok. "Arrogantie ten top" oordeelde Rowland wiens brieven in de brievenrubriek werden afgedrukt.

### My Beauty; tweede soloalbum
Een andere reden dat die nieuwe Dexys-plaat werd uitgesteld was dat Rowland met een cokeverslaving worstelde. In 1999 bracht hij op het Creation-label zijn tweede solo-album uit; op My Beauty coverde hij nummers die hem de kracht gaven om af te kicken. Zijn versie van Bruce Springsteens Thunder Road werd op het laatste moment afgekeurd door Springsteen zelf omdat Rowland de tekst had aangepast.
Het album ontving negatieve reacties in de pers, vooral omdat Rowland ditmaal gekleed ging in jurken en jarretels. "Ik heb jarenlang mijn vrouwelijke kanten onderdrukt" vertelde hij in zijn enige interview van dat jaar. Het publiek was evenmin overtuigd, want op het Reading Festival werd Rowland, begeleid door twee striptease-danseressen, uitgejoeld. Toen Creation eind 1999 failliet ging betekende dat wederom uitstel van nieuw Dexys Midnight Runners-materiaal.

### Recent
Pas vanaf 2003 ging Rowland, inmiddels weer gekleed in lange broek, weer optreden met Dexys en bracht hij in 2012 en 2016 twee nieuwe albums uit. Ondertussen bleef er genoeg tijd en ruimte voor solo-activiteiten; zo was hij gastzanger bij een reünie-concert van de artrockband Deaf School (samen met Madness-frontman Suggs) en trad hij op als dj.
Net als Madness kreeg Rowland in 2019 een speciale onderscheiding tijdens de laatste Q Awards-uitreiking. Vooruitlopend op de heruitgave van My Beauty nam hij in de zomer van 2020 een nieuwe videoclip op voor zijn versie van de Four Seasons-cover Rag Doll; hierin was ook zijn kleinzoon Roo te zien.
- Biblioteca Nacional de España: XX1558209
- Bibliothèque nationale de France: cb138992445 (data)
- Gemeinsame Normdatei: 134671201
- International Standard Name Identifier: 0000 0001 0428 5283
- Library of Congress Control Number: n94115751
- MusicBrainz: d80cf5fe-3135-4315-8f04-78ff87da525c
- Virtual International Authority File: 19866838
- WorldCat: E39PBJdRrVXFyPHwG8WD9Thj4q